# Cyrtandra chaiana
Cyrtandra chaiana är en tvåhjärtbladig växtart som beskrevs av Brian Laurence Burtt. Cyrtandra chaiana ingår i släktet Cyrtandra och familjen Gesneriaceae. Inga underarter finns listade i Catalogue of Life.